# Спољашњи слушни канал
Спољашњи слушни канал или спољашњи ушни канал (лат. meatus acusticus externus)) је цевасти орган који усмерава звучне таласе ка бубној опни. Овај канал има и заштитну улогу јер обликом и дужином механички штити бубну опну од евентуалних спољашњих утицаја.

## Функција спољашњег слушног канала
Спољашњи слушни канал има и ту особину на известан начин селективно појачање у неким областима фреквенцију примљеног звука, шти има за последицу појаву резонанци у цеви која утиче на повећање нивоа звука на бубној опни. Како спољашњи слушни канал представља цев
затворену са једне стране, у њему се јављају резонанце одређеног типа.
Са дужином коју просечно има овај канал, прва резонанца канала је у области 3-4 kHz. Индивидуалне варијације димензија слушног канала од особе до особе утичу на то да и фреквенције његових резонанци варирају у неком малом интервалу. Појачање у првој резонанци које слушни канала уноси у његову функцију преноса, реда је величине 10 dB. Друга резонанца канала јавља се у области изнад 10 kHz, и њен утицај је такође условљен индивидуалним карактеристикама ува.

## Ембриологија
Спољни слушни канал се развија од првог шкржног лука. У четвртој недељи интраутериног живота јавља се удубљење на површини у пределу будуће ушне шкољке, која се шири медијално.
При крају другог месеца појављује се солидан слој епитеиних челија на унутрашњој страни примитивног ходника. Овај слој се шири медијално, тако да формира таблу дискоидног облика која се примиче епителу будућег средњег ува, од кога је одвојена танким слојем везивног ткива. При крају седмог месеца почиње канализација овог слоја од унутра ка споља. 
Унутрашњи крај диска развија се од два слоја, који се потом инкорпорирају у тимпаничну мембрану. Канализација епителног слоја се наставља све до потпуног спајања луниена тубе са примитивним каналом.

## Анатомија
Спољашњи слушни канал је цев дужине 25-30 мм и пречника око 7 мм, која се пружа од ушне шкољке (лат. concha auricularis) до бубне опне (лат. membrane tympatica), која одваја канал од бубне дупље (лат. cavitas tympatica). Он је на једном крају отворен и слободно комуницира са спољашњом средином а на другом затворен тј. прекривен бубном опном.
Спољашњи слушни канал орган је опнасто-хрскавичавно-коштане грађе, обложен кожом са спољње стране. Кожа спољашњег ушног канала, која је чврсто срасла за његове зидове, постепено се истањује према бубној опни. У кожа спољашњег ушног канала смештене су лојне и велике знојне жлезде (лат. concha auricularis). Секрет лојних и церуминозних жлезда, заједно са изумрлим ћелијама епидерма коже чини ушну маст (церумен), која у случају хиперпродукције може да образује чеп и делимично омете слух.
Спољну трећину спољашњег слушног канала гради опнасто-хрскавичавни део (лат. meatus acusticus externus cartilagineus) који се пружа косо, навише, унутра и уназад. Унутрашње две трећине спољашњег слушног канала гради коштани део који почиње од спољашњег слушног отвора (лат. porus acusticus externus) и пружа се пут унутра, напред и наниже. Опнасто-хрскавични и коштани део међусобно граде туп угао отворен према напред и наниже.
Унутрашњи промер канала није у свим његовим деловима једнак. Канал је најужи у коштаном делу, и то на граници спољашње три четвртине и унутрашње четвртине канала.

## Галерија
- Шематизован приказ спољашњег слушног канала
- Коаштани део спољашњег слушног канала
- Унутрашње две трећине спољашњег слушног канал са бубном опном